# لوست نيشن
لوست نيشن (بالإنجليزية: Lost Nation, Iowa)‏ هي مدينة تقع في ولاية آيوا في الولايات المتحدة. تبلغ مساحة هذه المدينة 1.66 (كم²)، وترتفع عن سطح البحر 230 م، بلغ عدد سكانها 446 نسمة في عام 2012 حسب إحصاء مكتب تعداد الولايات المتحدة.

## التركيبة السكانية
قام مكتب تعداد الولايات المتحدة بتحديد بيانات التركيبة السكانية للوست نيشنفي تعداد الولايات المتحدة. في ما يلي، التركيبة السكانية حسب تعدادي 2000 و2010.

### تعداد عام 2000
بلغ عدد سكان لوست نيشن 497 نسمة بحسب تعداد عام 2000، وبلغ عدد الأسر 210 أسرة وعدد العائلات 136 عائلة مقيمة في المدينة. في حين سجلت الكثافة السكانية 773.7 نسمة لكل ميل مربع (298.7/كم2). وبلغ عدد الوحدات السكنية 225 وحدة بمتوسط كثافة قدره 350.3 نسمة لكل ميل مربع (135.3/كم2).
وتوزع التركيب العرقي للمدينة بنسبة 98.99% من البيض و 0.20% من الأمريكيين ذوي الأصول الآسيوية و 0.80% من عرقين مختلطين أو أكثر.
بلغ عدد الأسر 210 أسرة كانت نسبة 30.0% منها لديها أطفال تحت سن الثامنة عشر تعيش معهم، وبلغت نسبة الأزواج القاطنين مع بعضهم البعض 52.4% من أصل المجموع الكلي للأسر، ونسبة 7.6% من الأسر كان لديها معيلات من الإناث دون وجود شريك، وكانت نسبة 34.8% من غير العائلات. تألفت نسبة 30.5% من أصل جميع الأسر من أفراد ونسبة 21.0% كانوا يعيش معهم شخص وحيد يبلغ من العمر 65 عاماً فما فوق. وبلغ متوسط حجم الأسرة المعيشية 2.88، أما متوسط حجم العائلات فبلغ 2.37.
بلغ العمر الوسطي للسكان 39 عاماً. وكانت نسبة 26.2% من القاطنين تحت سن الثامنة عشر، وكانت نسبة 8.9% بين الثامنة عشر والأربعة وعشرون عاماً، ونسبة 22.1% كانت واقعةً في الفئة العمرية ما بين الخامسة والعشرون حتى والأربعة وأربعون عاماً، ونسبة 21.5% كانت ما بين الخامسة والأربعون حتى الرابعة والستون، ونسبة 21.3% كانت ضمن فئة الخامسة والستون عاماً فما فوق. يوجد لكل 100 أنثى 84.8 ذكر، ويوجد لكل 100 أنثى في الثامنة عشر من عمرها فما فوق 83.5 ذكر.
بلغ متوسط دخل الأسرة في المدينة 31,354 دولار، أما متوسط دخل العائلة فبلغ 34,792 دولار. وكان متوسط دخل الذكور 27,708 دولار مقابل 20,714 دولار للإناث. وسجل دخل الفرد الخاص بالمدينة 13,933 دولار. وكانت نسبة 15.4% من العائلات ونسبة 15.3% من السكان تحت خط الفقر، وكان من هؤلاء نسبة 17.2% تحت سن الثامنة عشر ونسبة 14.6% في الخامسة والستين من العمر وما فوق.

### تعداد عام 2010
بلغ عدد سكان لوست نيشن 446 نسمة بحسب تعداد عام 2010، وبلغ عدد الأسر 201 أسرة وعدد العائلات 120 عائلة مقيمة في المدينة. في حين سجلت الكثافة السكانية 696.9 نسمة لكل ميل مربع (269.1/كم2). وبلغ عدد الوحدات السكنية 221 وحدة بمتوسط كثافة قدره 345.3 لكل ميل مربع (133.3/كم2).
وتوزع التركيب العرقي للمدينة بنسبة 99.1% من البيض و 0.9% من الأمريكيين الأفارقة.
بلغ عدد الأسر 201 أسرة كانت نسبة 25.9% منها لديها أطفال تحت سن الثامنة عشر تعيش معهم، وبلغت نسبة الأزواج القاطنين مع بعضهم البعض 45.3% من أصل المجموع الكلي للأسر، ونسبة 8.5% من الأسر كان لديها معيلات من الإناث دون وجود شريك، بينما كانت نسبة 6.0% من الأسر لديها معيلون من الذكور دون وجود شريكة وكانت نسبة 40.3% من غير العائلات. تألفت نسبة 36.8% من أصل جميع الأسر من أفراد ونسبة 18.9% كانوا يعيش معهم شخص وحيد يبلغ من العمر 65 عاماً فما فوق. وبلغ متوسط حجم الأسرة المعيشية 2.85، أما متوسط حجم العائلات فبلغ 2.22.
بلغ العمر الوسطي للسكان 44.2 عاماً. وكانت نسبة 23.3% من القاطنين تحت سن الثامنة عشر، وكانت نسبة 5.9% بين الثامنة عشر والأربعة وعشرون عاماً، ونسبة 21.8% كانت واقعةً في الفئة العمرية ما بين الخامسة والعشرون حتى والأربعة وأربعون عاماً، ونسبة 29.3% كانت ما بين الخامسة والأربعون حتى الرابعة والستون، ونسبة 19.7% كانت ضمن فئة الخامسة والستون عاماً فما فوق. وتوزع التركيب الجنسي للسكان بنسبة 47.8% ذكور و52.2% إناث.

## وصلات خارجية
- www.lostnationiowa.org